# Skonto Riga
Skonto FC este un club de fotbal din Riga, Letonia.Echipa susține meciurile de acasă pe Skonto Stadions cu o capacitate de 10.007 locuri.

## Lotul sezonului 2010-2011
| Nr. |              | Poziție | Jucător                     |
| --- | ------------ | ------- | --------------------------- |
| 1   | Letonia      | P       | Kaspars Ikstens             |
| 2   | Letonia      | M       | Vadims Gaiļus               |
| 4   | Letonia      | F       | Vitālijs Smirnovs (captain) |
| 6   | Turkmenistan | M       | Ruslan Mingazov             |
| 7   | Brazilia     | A       | Nathan Junior               |
| 8   | Letonia      | A       | Armands Pētersons           |
| 9   | Letonia      | A       | Kristaps Blanks             |
| 10  | Letonia      | M       | Aleksandrs Cauņa            |
| 11  | Letonia      | A       | Andrejs Perepļotkins        |
| 12  | Letonia      | F       | Kaspars Dubra               |
| 13  | Letonia      | A       | Daniils Turkovs             |

| Nr. |          | Poziție | Jucător               |
| --- | -------- | ------- | --------------------- |
| 14  | Letonia  | F       | Renārs Rode           |
| 15  | Letonia  | M       | Aleksandrs Fertovs    |
| 16  | Letonia  | P       | Germans Māliņš        |
| 17  | Letonia  | F       | Vitālijs Maksimenko   |
| 18  | Letonia  | F       | Kirils Ševeļovs       |
| 19  | Letonia  | M       | Igors Tarasovs        |
| 21  | Belarus  | A       | Aliaksandr Perepechko |
| 22  | Letonia  | F       | Deniss Petrenko       |
| 23  | Letonia  | A       | Alans Siņeļņikovs     |
| 24  | Georgia  | A       | David Janelidze       |
| 27  | Germania | P       | Michael Kaltenhauser  |